# The Two Fathers (film 1913)
The Two Fathers è un cortometraggio muto del 1913 diretto e interpretato da Robert Drouet.

## Produzione
Il film fu prodotto dalla Lubin Manufacturing Company.

## Distribuzione
Distribuito dalla General Film Company, il film - un cortometraggio in una bobina - venne distribuito nelle sale USA il 17 novembre 1913.